# Coll d'Ordrigues
El Coll d'Ordrigues és una collada del terme municipal de Navès, al Solsonès, situada a 1.261 metres d'altitud.